# POWER7
POWER6 POWER8
Le POWER7 est un microprocesseur développé par IBM. Succédant au POWER6, il a été annoncé en février 2010.

## Historique
IBM a remporté un contrat de 244 millions de dollars avec la DARPA pour développer une architecture pour supercalculateur. Le POWER7 a été annoncé le 9 février 2010 et est disponible depuis le 19 février 2010. Un modèle de serveur à 256 cœurs a été annoncé en août 2010.

## Caractéristiques

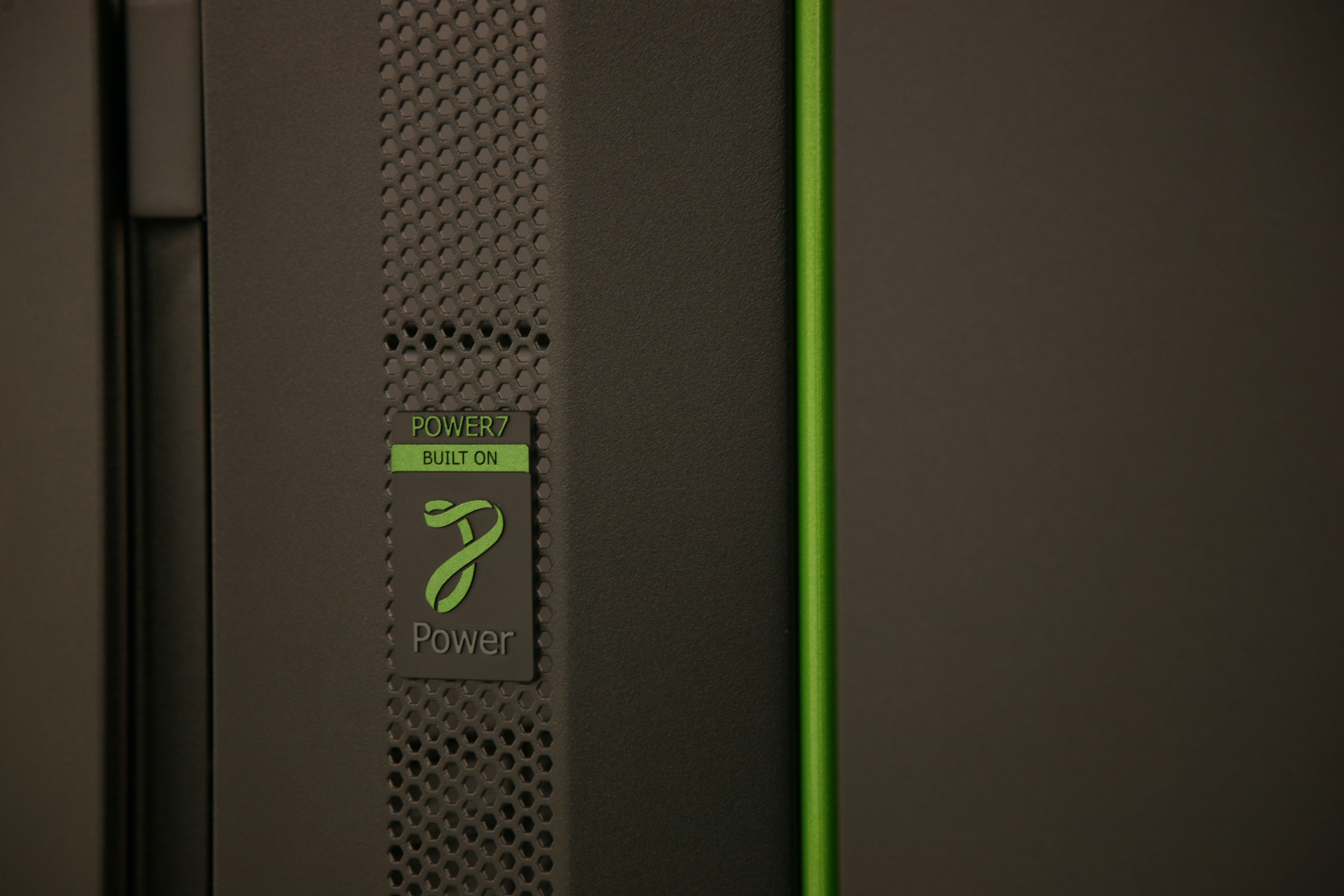
Rack Blue Waters Power7

Le POWER7 est un processeur 8 cœurs, il est également disponible en version 4 ou 6 cœurs, pouvant aller jusqu'à 4 threads par cœur. Il est composé de 1,2 milliard de transistors, gravé en technologie CMOS 45 nm SOI, sur une surface de 567 mm2. La fréquence d'horloge est comprise entre 3,00 et 4,25 GHz.
- 32 Ko de cache L1 en instructions et 32 Ko de cache L1 en données par cœur
- 256 Ko de cache L2 par cœur
- 4 Mo de cache L3 de type eDRAM par cœur
- 2 contrôleurs mémoire
- jusqu'à 10 partitions par cœur
- mémoire DDR3 SuperNova à 1066 MHz

## Gamme
Les systèmes POWER7 sont proposés sur les modèles d'entrée de gamme (Power 710, Power 720, Power 730 et Power 740), intermédiaires (Power 750 et Power 770), haute performance (Power 755), très hautes performances (Power 775) et entreprise (Power 780 et Power 795). 
| Nom                        | Nombre de Sockets                | Nombre total de coeurs                | Fréquence                             |
| -------------------------- | -------------------------------- | ------------------------------------- | ------------------------------------- |
| Power 710 Express          | 1                                | 4                                     | 3,0 GHz                               |
| Power 710 Express          | 1                                | 6                                     | 3,7 GHz                               |
| Power 710 Express          | 1                                | 8                                     | 3,55 GHz                              |
| Power 720 Express          | 1                                | 4                                     | 3,0 GHz                               |
| Power 720 Express          | 1                                | 6                                     | 3,0 GHz                               |
| Power 720 Express          | 1                                | 8                                     | 3,0 GHz                               |
| Power 730 Express          | 2                                | 8                                     | 3,0 ou 3,7 GHz                        |
| Power 730 Express          | 2                                | 12                                    | 3,7 GHz                               |
| Power 730 Express          | 2                                | 16                                    | 3,55 GHz                              |
| Power 740 Express          | 1 / 2                            | 4 / 8                                 | 3,3 ou 3,7 GHz                        |
| Power 740 Express          | 1 / 2                            | 6 / 12                                | 3,7 GHz                               |
| Power 740 Express          | 1 / 2                            | 8 / 16                                | 3,55 GHz                              |
| Power 750 Express          | 1 / 2 / 3 / 4                    | 4 / 8 / 12 / 16                       | 3,724 GHz                             |
| Power 750 Express          | 1 / 2 / 3 / 4                    | 6 / 12 / 18 / 24                      | 3,33 ou 3,724 GHz                     |
| Power 750 Express          | 1 / 2 / 3 / 4                    | 8 / 16 / 24 / 32                      | 3,0 - 3,22 - 3,33 - 3,55 ou 3,612 GHz |
| Power 755                  | 4                                | 32                                    | 3,33 ou 3,612 GHz                     |
| Power 770                  | 2 / 4 / 6 / 8                    | 12 / 24 / 36 / 48                     | 3,5 ou 3,724 GHz                      |
| Power 770                  | 2 / 4 / 6 / 8                    | 16 / 32 / 48 / 64                     | 3,1 ou 3,3 GHz                        |
| Power 775                  | 32                               | 256                                   | 3,86 GHz                              |
| Power 780 (MaxCore mode)   | 2 / 4 / 6 / 8                    | 16 / 32 / 48 / 64                     | 3,86 ou 3,92 GHz                      |
| Power 780 (TurboCore mode) | 2 / 4 / 6 / 8                    | 8 / 16 / 24 / 32                      | 4,14 GHz                              |
| Power 780                  | 2 / 4 / 6 / 8 /10 / 12 / 14 / 16 | 12 / 24 / 36 / 48 / 60 / 72 / 84 / 96 | 3,44 GHz                              |

| Nom                        | Nombre de books | Nombre de sockets | Nombre de coeurs par socket | Nombre de coeurs activés | Fréquence |
| -------------------------- | --------------- | ----------------- | --------------------------- | ------------------------ | --------- |
| Power 795                  | 1               | 1 à 4             | 6                           | 6 à 24                   | 3,724 GHz |
| Power 795                  | 2               | 2 à 8             | 6                           | 12 à 48                  | 3,724 GHz |
| Power 795                  | 3               | 3 à 12            | 6                           | 18 à 72                  | 3,724 GHz |
| Power 795                  | 4               | 4 à 16            | 6                           | 24 à 96                  | 3,724 GHz |
| Power 795                  | 5               | 5 à 20            | 6                           | 30 à 120                 | 3,724 GHz |
| Power 795                  | 6               | 6 à 24            | 6                           | 36 à 144                 | 3,724 GHz |
| Power 795                  | 7               | 7 à 28            | 6                           | 42 à 168                 | 3,724 GHz |
| Power 795                  | 8               | 8 à 32            | 6                           | 48 à 192                 | 3,724 GHz |
| Power 795 (TurboCore Mode) | 1               | 1 à 4             | 4                           | 4 à 16                   | 4,256 GHz |
| Power 795 (TurboCore Mode) | 2               | 2 à 8             | 4                           | 8 à 32                   | 4,256 GHz |
| Power 795 (TurboCore Mode) | 3               | 3 à 12            | 4                           | 12 à 48                  | 4,256 GHz |
| Power 795 (TurboCore Mode) | 4               | 4 à 16            | 4                           | 16 à 64                  | 4,256 GHz |
| Power 795 (TurboCore Mode) | 5               | 5 à 20            | 4                           | 20 à 80                  | 4,256 GHz |
| Power 795 (TurboCore Mode) | 6               | 6 à 24            | 4                           | 24 à 96                  | 4,256 GHz |
| Power 795 (TurboCore Mode) | 7               | 7 à 28            | 4                           | 28 à 112                 | 4,256 GHz |
| Power 795 (TurboCore Mode) | 8               | 8 à 32            | 4                           | 32 à 128                 | 4,256 GHz |
| Power 795 (MaxCore Mode)   | 1               | 1 à 4             | 8                           | 8 à 32                   | 4,0 GHz   |
| Power 795 (MaxCore Mode)   | 2               | 2 à 8             | 8                           | 16 à 64                  | 4,0 GHz   |
| Power 795 (MaxCore Mode)   | 3               | 3 à 12            | 8                           | 24 à 96                  | 4,0 GHz   |
| Power 795 (MaxCore Mode)   | 4               | 4 à 16            | 8                           | 32 à 128                 | 4,0 GHz   |
| Power 795 (MaxCore Mode)   | 5               | 5 à 20            | 8                           | 40 à 160                 | 4,0 GHz   |
| Power 795 (MaxCore Mode)   | 6               | 6 à 24            | 8                           | 48 à 192                 | 4,0 GHz   |
| Power 795 (MaxCore Mode)   | 7               | 7 à 28            | 8                           | 56 à 224                 | 4,0 GHz   |
| Power 795 (MaxCore Mode)   | 8               | 8 à 32            | 8                           | 64 à 256                 | 4,0 GHz   |

Il existe aussi 3 modèles spécifiquement pour les serveurs lame.
| Nom               | Nombre de sockets | Fréquence | Nombre de coeurs |
| ----------------- | ----------------- | --------- | ---------------- |
| BladeCenter PS700 | 1                 | 3,0 GHz   | 4                |
| BladeCenter PS701 | 1                 | 3,0 GHz   | 8                |
| BladeCenter PS702 | 2                 | 3,0 GHz   | 16               |
| BladeCenter PS703 | 2                 | 2,4 GHz   | 16               |
| BladeCenter PS704 | 4                 | 2,4 GHz   | 32               |

## Correspondance modèles / fréquences
| Fréquence (GHz) POWER7 (cœurs par socket) | PS700 | PS701 PS702 | PS703 PS704 | Power 710 | Power 720 | Power 730 | Power 740 | Power 750 | Power 755 | Power 770 | Power 775 | Power 780 | Power 795 |
| ----------------------------------------- | ----- | ----------- | ----------- | --------- | --------- | --------- | --------- | --------- | --------- | --------- | --------- | --------- | --------- |
| 2,40 (8 cœurs)                            |       |             | X           |           |           |           |           |           |           |           |           |           |           |
| 3,00 (4 cœurs)                            | X     |             |             | X         | X         | X         |           |           |           |           |           |           |           |
| 3,00 (6 cœurs)                            |       |             |             |           | X         |           |           |           |           |           |           |           |           |
| 3,00 (8 cœurs)                            |       | X           |             |           | X         |           |           | X         |           |           |           |           |           |
| 3,10 (8 cœurs)                            |       |             |             |           |           |           |           |           |           | X         |           |           |           |
| 3,22 (8 cœurs)                            |       |             |             |           |           |           |           | X         |           |           |           |           |           |
| 3,30 (4 cœurs)                            |       |             |             |           |           |           | X         |           |           |           |           |           |           |
| 3,30 (6 cœurs)                            |       |             |             |           |           |           |           | X         |           |           |           |           |           |
| 3,33 (8 cœurs)                            |       |             |             |           |           |           |           | X         | X         |           |           |           |           |
| 3,44 (6 cœurs)                            |       |             |             |           |           |           |           |           |           |           |           | X         |           |
| 3,50 (6 cœurs)                            |       |             |             |           |           |           |           |           |           | X         |           |           |           |
| 3,55 (8 cœurs)                            |       |             |             | X         |           | X         | X         | X         |           |           |           |           |           |
| 3,612 (8 cœurs)                           |       |             |             |           |           |           |           | X         | X         |           |           |           |           |
| 3,70 (4 cœurs)                            |       |             |             |           |           | X         | X         |           |           |           |           |           |           |
| 3,70 (6 cœurs)                            |       |             |             | X         |           | X         | X         |           |           |           |           |           |           |
| 3,724 (4 cœurs)                           |       |             |             |           |           |           |           | X         |           |           |           |           |           |
| 3,724 (6 cœurs)                           |       |             |             |           |           |           |           | X         |           | X         |           |           | X         |
| 3,86 (8 cœurs) MaxCore Mode               |       |             |             |           |           |           |           |           |           |           | X         | X         |           |
| 3,92 (8 cœurs) MaxCore Mode               |       |             |             |           |           |           |           |           |           |           |           | X         |           |
| 4,00 (8 cœurs) MaxCore Mode               |       |             |             |           |           |           |           |           |           |           |           |           | X         |
| 4,14 (4 cœurs) TurboCore Mode             |       |             |             |           |           |           |           |           |           |           |           | X         |           |
| 4,256 (4 cœurs) TurboCore Mode            |       |             |             |           |           |           |           |           |           |           |           |           | X         |